# VNV Nation

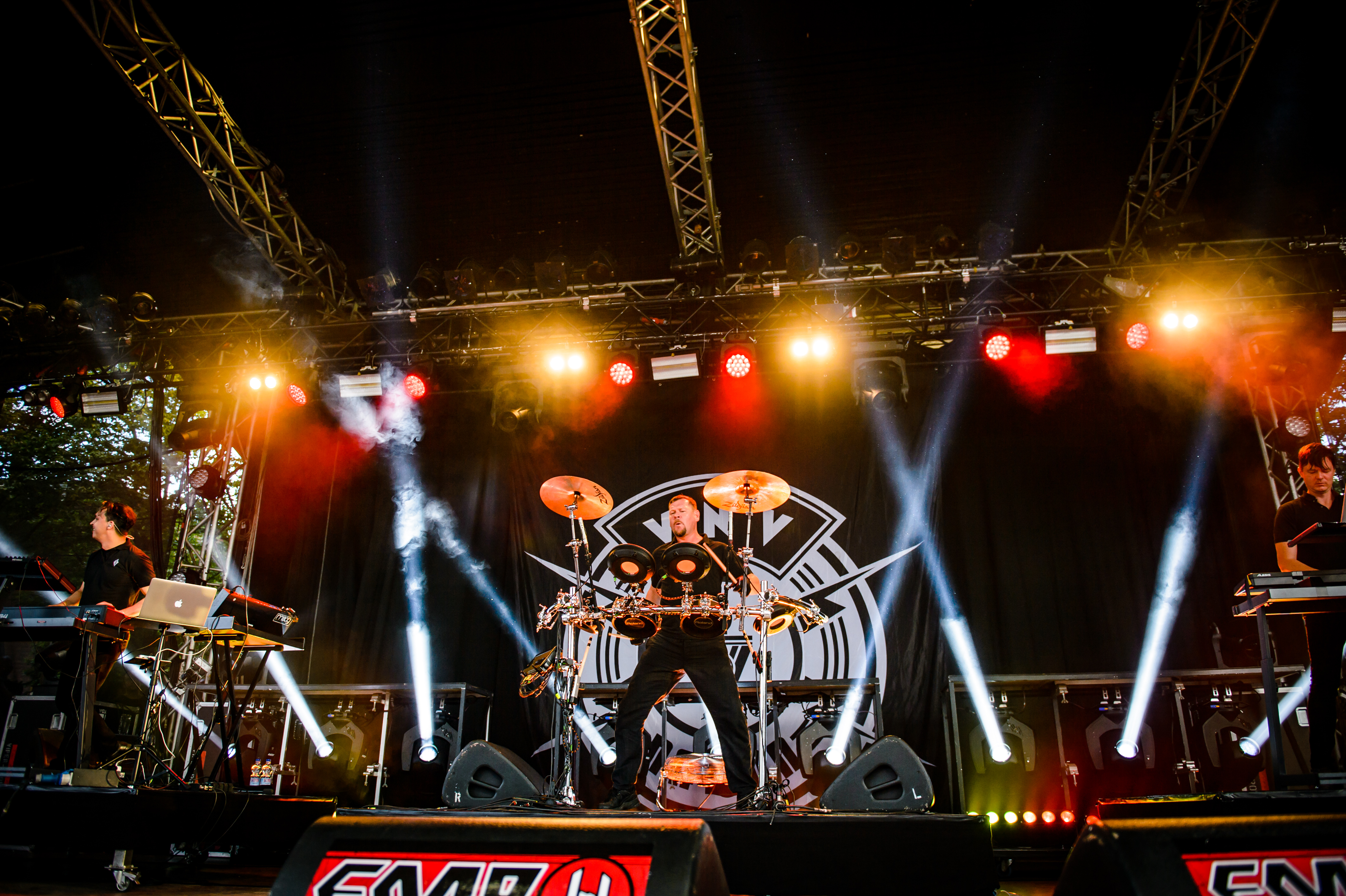

VNV Nation ist eine englisch-irische Future-Pop-Band, ein Alternative-Electronic-Projekt um Ronan Harris, der als Singer-Songwriter und Produzent fungiert. VNV Nation trat bei zahlreichen bekannten Festivals auf wie beim M’era Luna Festival, Greenfield Festival, Wave-Gotik-Treffen, Dark Storm Festival, Summer Darkness Festival, Blackfield Festival, E-tropolis, Arvikafestival sowie beim Amphi Festival in der Lanxess Arena.

## Bandgeschichte
VNV Nation wurde 1990 von Ronan Harris in London gegründet. (VNV bedeutet „Victory not Vengeance“, deutsch: „Triumph, nicht Rache“). Ursprünglich war die Musik eine Mischung aus orchestralen und elektronischen Einflüssen. Das Ergebnis dieser ersten Arbeit waren zwei Schallplatten: Body Pulse, eine selbstproduzierte 2-Track-Maxi (12") im Mai 1990 und Strength of Youth, ebenfalls selbstproduziert, diesmal mit vier Stücken. Diese wurde im November 1990 herausgegeben. Ronan ging im selben Jahr nach Toronto, wo er seine Arbeit an diesem Projekt fortsetzte. Auch Nitzer Ebb wussten die neue Qualität von tanzbaren Electro-Beats zu schätzen und holten VNV Nation, nachdem diese nach Kanada gegangen waren, als Unterstützung für ihre dortige „Ebbhead“-Tour.
1994 kehrte Harris nach Europa zurück mit komplett neuem und überarbeitetem Material. Einige Stücke wurden exklusiv auf Samplern veröffentlicht. Im Juli 1995 unterzeichnete VNV Nation mit der deutschen Plattenfirma Discordia einen Vertrag. Es erschien das erste komplette CD-Album Advance & Follow. In dieser Zeit kam Mark Jackson als Drummer hinzu.
Im Januar 1998 unterschrieb die Gruppe mit der deutschen Plattenfirma Off-Beat einen Vertrag und veröffentlichte das Album Praise the Fallen. Die erste Singleauskopplung war im September 1998 Solitary. Im selben Monat folgte eine Deutschlandtournee.
Nach der Auflösung des Labels Off-Beat 1999 wurde dieses von Stefan Herwig als Dependent weitergeführt. Drei Alben waren das Ergebnis. Empires landete für sieben Wochen auf Platz 1 in den DAC (Deutsche Alternative Charts). Es wurde auch das Album des Jahres 1999 (ausgehend vom DAC). Aus dem Album wurden zwei Singles ausgekoppelt: Darkangel und im Frühjahr 2000 Standing, das für acht Wochen auf Platz 1 lag – die längste Verweildauer einer Single in den DAC. Standing gewann den „German Alternative Music Award“ für die erfolgreichste Single im Jahr 2000. Eine auf 4700 Stück limitierte Ausgabe war Standing/Burning Empires, das verschiedene Versionen von Stücken der Empires-CD enthielt. Sie gilt unter Sammlern als Rarität.
Im März 2001 kam es zur Wiederveröffentlichung der CD Advance and Follow v2, die nochmals überarbeitet worden war. Im September desselben Jahres erschien die Single Genesis, die Platz 67 der deutschen Singlecharts erreichte und unter den Top 10 der DAC war. Im Oktober 2001 startete VNV Nation die erfolgreiche „Futureperfect“-Tour in Europa und Nordamerika. Das vierte Album Futureperfect erschien im Januar 2002 und erreichte Platz 25 in den deutschen Albumcharts. Die zweite Singleauskopplung Beloved erreichte Platz 60 der deutschen Singlecharts. Nach der Veröffentlichung von Beloved verließ VNV Nation das Dependent-Label. Im April 2002 ging VNV Nation in den USA auf Tour.
Mit dem eigenen Label Anachron Sounds versuchte die Band, in den Besitz sämtlicher Rechte an künftigen Veröffentlichungen zu gelangen. Im Sommer 2004 kam die DVD Past Perfect mit Aufnahmen von Live-Auftritten diverser Touren der Band auf den Markt.
Die Single Chrome erschien 2005 und wurde nur im Internet als kostenloser Download veröffentlicht. Das fünfte Album Matter and Form erschien im April 2005. Ende März 2005 begann die „Formation Tour“ 2005, die in Hamburg startete und bis nach Nordamerika ausgeweitet wurde. Unterstützt wurde die Band in Europa von Diorama und Soman. 2007 erschien das Album Judgement. Das Album Reformation 01, die erste Live-CD der Band, erschien 2009. Es enthält zudem ein Album mit Remixen und bisher unveröffentlichten Kompositionen, sowie eine Live-DVD. Mit dem 2009 veröffentlichten Album Of Faith, Power and Glory startete die Band im September 2009 eine Europa-Tournee.
Das Album Automatic erschien 2011 und belegte Platz 8 der deutschen Albumcharts. Die den Fans schon lange versprochene Crossing the Divide EP wurde im Mai 2012 zum kostenlosen Download veröffentlicht und enthält sechs Remixversionen von Songs des Albums Of Faith, Power and Glory. Das 2015 erschienene Album Resonance – Music for Orchestra Vol. 1, wurde mit dem Deutschen Filmorchester Babelsberg eingespielt und enthält ausschließlich orchestrale Versionen bereits veröffentlichter Stücke. Es folgte eine Deutschland-Tour gemeinsam mit dem Orchester mit Auftritten unter anderem im Gewandhaus, im Nikolaisaal, im Herkulessaal und in der Laeiszhalle.
Im November 2017 verließ Schlagzeuger Mark Jackson die Band, sodass VNV Nation nunmehr ein Solo-Projekt von Ronan Harris ist, der nur live von weiteren Musikern unterstützt wird. 2018 erschien das Album Noire.
Auf dem M’era Luna Festival 2022 spielten VNV Nation exklusiv ein klassisches Set mit dem Leipziger Gewandhausorchester. Im Jahr 2024 folgte eine Tournee mit der Philharmonie Leipzig.
Mit Electric Sun erschien 2023 ein neues Album, das im Rahmen einer umfangreichen Europa-Tournee vorgestellt wurde.

## Musikalischer Stil
Die Musik der Gruppe ist durch eine Vermischung tanzbarer elektronischer Rhythmen mit Elementen der Popmusik und des Techno-Trance sowie orchestralen Einflüssen gekennzeichnet. Die Texte setzen sich sowohl mit gesellschaftlichen Fragen als auch mit persönlichen Erlebnissen und Erfahrungen auseinander. Über allem steht ein futuristischer Kontext, der sich wie ein roter Faden durch die Musik und das grafische Konzept der Band zieht.

## Diskografie

### Studioalben
| Jahr | Titel Musiklabel                          | Höchstplatzierung, Gesamtwochen, AuszeichnungChartplatzierungen (Jahr, Titel, Musiklabel, Platzierungen, Wochen, Auszeichnungen, Anmerkungen) | Höchstplatzierung, Gesamtwochen, AuszeichnungChartplatzierungen (Jahr, Titel, Musiklabel, Platzierungen, Wochen, Auszeichnungen, Anmerkungen) | Höchstplatzierung, Gesamtwochen, AuszeichnungChartplatzierungen (Jahr, Titel, Musiklabel, Platzierungen, Wochen, Auszeichnungen, Anmerkungen) | Höchstplatzierung, Gesamtwochen, AuszeichnungChartplatzierungen (Jahr, Titel, Musiklabel, Platzierungen, Wochen, Auszeichnungen, Anmerkungen) | Anmerkungen                              |
| Jahr | Titel Musiklabel                          | DE | AT | CH | US | Anmerkungen                              |
| ---- | ----------------------------------------- | --- | --- | --- | --- | ---------------------------------------- |
| 1995 | Advance and Follow Discordia              | — | — | — | — | Erstveröffentlichung: 30. November 1995  |
| 1998 | Praise the Fallen Off-Beat                | — | — | — | — | Erstveröffentlichung: 2. Juni 1998       |
| 1999 | Empires Dependent                         | — | — | — | — | Erstveröffentlichung: 25. Oktober 1999   |
| 2002 | Futureperfect Dependent                   | DE26 (2 Wo.)DE | — | — | — | Erstveröffentlichung: 28. Januar 2002    |
| 2005 | Matter + Form Metropolis                  | DE38 (4 Wo.)DE | — | — | — | Erstveröffentlichung: 12. April 2005     |
| 2007 | Judgement Anachron Sounds                 | — | — | — | — | Erstveröffentlichung: 5. April 2007      |
| 2009 | Of Faith, Power and Glory Anachron Sounds | DE41 (2 Wo.)DE | — | — | US186 (1 Wo.)US | Erstveröffentlichung: 12. Juni 2009      |
| 2011 | Automatic Anachron Sounds                 | DE8 (3 Wo.)DE | AT66 (1 Wo.)AT | CH77 (1 Wo.)CH | — | Erstveröffentlichung: 16. September 2011 |
| 2013 | Transnational Anachron Sounds             | DE9 (2 Wo.)DE | — | CH99 (1 Wo.)CH | — | Erstveröffentlichung: 11. Oktober 2013   |
| 2018 | Noire Anachron Sounds                     | DE4 (5 Wo.)DE | AT49 (1 Wo.)AT | CH54 (1 Wo.)CH | — | Erstveröffentlichung: 12. Oktober 2018   |
| 2023 | Electric Sun Anachron Sounds              | DE5 (3 Wo.)DE | AT54 (1 Wo.)AT | — | — | Erstveröffentlichung: 28. April 2023     |
| 2025 | Construct Anachron Sounds                 | DE3 (1 Wo.)DE | AT21 (1 Wo.)AT | CH50 (1 Wo.)CH | — | Erstveröffentlichung: 9. Mai 2025        |

### Livealben
| Jahr | Titel Musiklabel               | Höchstplatzierung, Gesamtwochen, AuszeichnungChartsChartplatzierungen (Jahr, Titel, Musiklabel, Platzierungen, Wochen, Auszeichnungen, Anmerkungen) | Anmerkungen                                        |
| Jahr | Titel Musiklabel               | DE | Anmerkungen                                        |
| ---- | ------------------------------ | --- | -------------------------------------------------- |
| 2009 | Reformation 01 Anachron Sounds | DE48 (2 Wo.)DE | Erstveröffentlichung: 24. April 2009 Doppel-CD+DVD |

### Kompilationen
| Jahr | Titel Musiklabel                                      | Höchstplatzierung, Gesamtwochen, AuszeichnungChartplatzierungen (Jahr, Titel, Musiklabel, Platzierungen, Wochen, Auszeichnungen, Anmerkungen) | Höchstplatzierung, Gesamtwochen, AuszeichnungChartplatzierungen (Jahr, Titel, Musiklabel, Platzierungen, Wochen, Auszeichnungen, Anmerkungen) | Anmerkungen                                                         |
| Jahr | Titel Musiklabel                                      | DE | AT | Anmerkungen                                                         |
| ---- | ----------------------------------------------------- | --- | --- | ------------------------------------------------------------------- |
| 2015 | Resonance: Music for Orchestra Vol. 1 Anachron Sounds | DE7 (2 Wo.)DE | AT73 (1 Wo.)AT | Erstveröffentlichung: 15. Mai 2015 mit dem Filmorchester Babelsberg |

### EPs
- 1998: Solitary EP (Off-Beat Records)
- 1999: Dark Angel (Metropolis Records)
- 2000: Burning Empires (Dependent)
- 2012: Crossing the Divide (Anachron Sounds)

### Singles
| Jahr | Titel Album           | Höchstplatzierung, Gesamtwochen, AuszeichnungChartsChartplatzierungen (Jahr, Titel, Album, Platzierungen, Wochen, Auszeichnungen, Anmerkungen) | Anmerkungen                         |
| Jahr | Titel Album           | DE | Anmerkungen                         |
| ---- | --------------------- | --- | ----------------------------------- |
| 2001 | Genesis Futureperfect | DE67 (2 Wo.)DE | Erstveröffentlichung: 2001          |
| 2002 | Beloved Futureperfect | DE70 (1 Wo.)DE | Erstveröffentlichung: 25. März 2002 |
| 2003 | Honour 2003 –         | DE98 (2 Wo.)DE | Erstveröffentlichung: 2003          |

Weitere Singles
- 1990: Body Pulse
- 1990: Strength of Youth
- 1999: Darkangel
- 2000: Standing
- 2001: Cold
- 2005: Chrome
- 2011: Control
- 2023: Wait
- 2023: Before the Rain

### Videoalben
| Jahr | Titel Musiklabel            | Höchstplatzierung, Gesamtwochen, AuszeichnungChartsChartplatzierungen (Jahr, Titel, Musiklabel, Platzierungen, Wochen, Auszeichnungen, Anmerkungen) | Anmerkungen                                                              |
| Jahr | Titel Musiklabel            | DE | Anmerkungen                                                              |
| ---- | --------------------------- | --- | ------------------------------------------------------------------------ |
| 2004 | Pastperfect Anachron Sounds | DE96 (2 Wo.)DE | Erstveröffentlichung: 4. Mai 2004 Doppel-DVD; Limited Edition mit CD-ROM |

## Belege
1. ↑  VNV Nation beim Cruise Inn Hamburg – Was ihr wissen solltet. In: stagr. 19. Juni 2020, abgerufen am 15. April 2021.
2. ↑  VNV Nation Tourdaten - Festivals & Konzerte 2019. In: Festivalhopper. Abgerufen am 14. April 2021.
3. ↑  Künstler Info VNV Nation. In: Amphi Festival. Abgerufen am 14. April 2021.
4. ↑  VNV NATION - BIO + HISTORY. Abgerufen am 3. November 2021.
5. ↑  20.12.2017 - VNV Nation & Filmorchester Babelsberg - Resonance, Gewandhaus zu Leipzig, Leipzig. In: stadtleben.de. Abgerufen am 16. April 2021.
6. ↑  VNV Nation & Filmorchester Babelsberg:. nikolaisaal.de, abgerufen am 16. April 2021.
7. ↑  Michael Gamon: VNV NATION gehen mit Orchester zum neuen Album Resonance auf Tour! 11. Mai 2015, abgerufen am 16. April 2021.
8. ↑  VNV Nation und Filmorchester Babelsberg - "Resonance Live" in Hamburg. Abgerufen am 16. April 2021.
9. ↑  VNV Nation & Philharmonie Leipzig - Orchesteraufführung Diary Of Dreams. 3. Mai 2024, abgerufen am 19. Februar 2025 (deutsch).
10. 1 2 3 4 5  DE AT CH Chartsurfer US